# Монголия на зимних Олимпийских играх 1980
Монголия принимала участие в Зимних Олимпийских играх 1980 года в Лейк-Плесид (США) в четвёртый раз за свою историю, пропустив Зимние Олимпийские игры 1976 года, но не завоевала ни одной медали. Сборную представляли лыжник и два конькобежца.

## Результаты

### Конькобежный спорт
Мужчины
| Спортсмен              | Дистанция | Результат | Результат |
| Спортсмен              | Дистанция | Время     | Место     |
| ---------------------- | --------- | --------- | --------- |
| Томорбаатарын Нямдаваа | 500 м     | 42.41     | 35        |
| Доржийн Цэнддоо        | 500 м     | 41.68     | 34        |
| Доржийн Цэнддоо        | 1000 м    | 1:27.00   | 38        |
| Томорбаатарын Нямдаваа | 1000 м    | 1:24.84   | 37        |
| Доржийн Цэнддоо        | 1500 м    | 2:19.30   | 35        |
| Томорбаатарын Нямдаваа | 1500 м    | 2:11.51   | 31        |
| Томорбаатарын Нямдаваа | 5000 м    | 8:07.68   | 29        |

### Лыжные гонки
Мужчины
| Спортсмен         | Дисциплина | Результат  | Результат |
| Спортсмен         | Дисциплина | Время      | Место     |
| ----------------- | ---------- | ---------- | --------- |
| Лувсандашийн Дорж | 10 км      | 48:05.77   | 48        |
| Лувсандашийн Дорж | 30 км      | 1:53:52.24 | 52        |
| Лувсандашийн Дорж | 50 км      | 2:48:22.97 | 36        |